# Françoise de Soissan de La Bédosse
Françoise (ou Françon) de Soissan de La Bédosse, souvent appelée la dame de Rus, née en 1631 et morte le 2 mai 1699, est une femme noble française mêlée à diverses intrigues et considérée par certains de ses contemporains comme une sorcière.
Elle est probablement issue d'une liaison adultérine. Mariée à Esprit de Rafélis, elle a deux fils. Dans les années 1660, elle entre au service d'Armand-Charles de La Meilleraye, duc de Mazarin, et de son épouse Hortense Mancini. Elle est mêlée au procès de Nicolas Fouquet, pendant lequel elle compromet un de ses cousins, Pierre de Roquesante, qui est juge à ce procès.
Vers 1670, elle séduit le comte de Suze et en obtient des terres. À partir de 1673, elle exerce une longue emprise sur la famille de l'intendant de marine Pierre Arnoul, mariant ses fils issus de son premier mariage avec la mère et la sœur de Pierre Arnoul avant de l'épouser lui-même. Elle gère les affaires financières de la famille et s'enrichit.
On lui a attribué, sans preuve, un rôle dans l'histoire, avérée, d'un maréchal-ferrant, François Michel, qui, affirmant avoir vu un fantôme, a obtenu une audience de Louis XIV pour lui délivrer le message qu'il se disait chargé de transmettre. Selon quelques auteurs tardifs, cette histoire serait le résultat d'une machination ourdie par Françoise de Soissan dans le but d'obtenir de Louis XIV qu'il rende public son mariage avec la marquise de Maintenon. En fait, rien ne l'indique.
Cherchant à expliquer l'influence de Françoise de Soissan, jugée d'autant plus étonnante que sa capacité d'emprise ne diminue pas avec l'âge, certains de ses contemporains ont évoqué la sorcellerie. Les historiens du début du XXe siècle l'ont présentée comme une aventurière sans scrupule. Actuellement, on voit plutôt en elle une femme d'affaires habile et avisée.

## Biographie

### Une enfant adultérine?
Françoise de Soissan de La Bédosse s'est d'abord prénommée Françon. Son père officiel est Jacques de Soissan (ou Soussan ou Sausan), noble déshérité, qui est bailli et gouverneur d'Alès et seigneur de La Bédosse, lieu-dit de la commune actuelle de Cendras, près d'Alès. Sa mère est Jeanne de Soyans, d'une famille noble installée à Beaumes dans le Comtat Venaissin. Jacques de Soissan et Jeanne de Soyans se marient en 1630.
Jacques de Soissan, parti en voyage à Paris, découvre à son retour que sa femme a accouché d'une fille, Françon, baptisée le 27 octobre 1631. L’acte de baptême indique que l'enfant a alors deux mois, ce qui rend possible la paternité de Jacques. En fait, le père biologique est plus probablement César de La Tour du Pin, époux de la sœur de Jacques (et futur grand-père de Philis de La Charce). C'est du moins l'accusation portée par ce dernier. Françon est élevée au château de Mirabel, dans la famille de César de La Tour du Pin, puis dans un couvent à Carpentras.
Elle est déshéritée par son père (officiel) et mène un long procès pour récupérer son héritage. Elle l'abandonne finalement en 1662 en échange d'un dédommagement de 1 500 livres.

### La dame de Rus, Hortense Mancini et le procès Fouquet

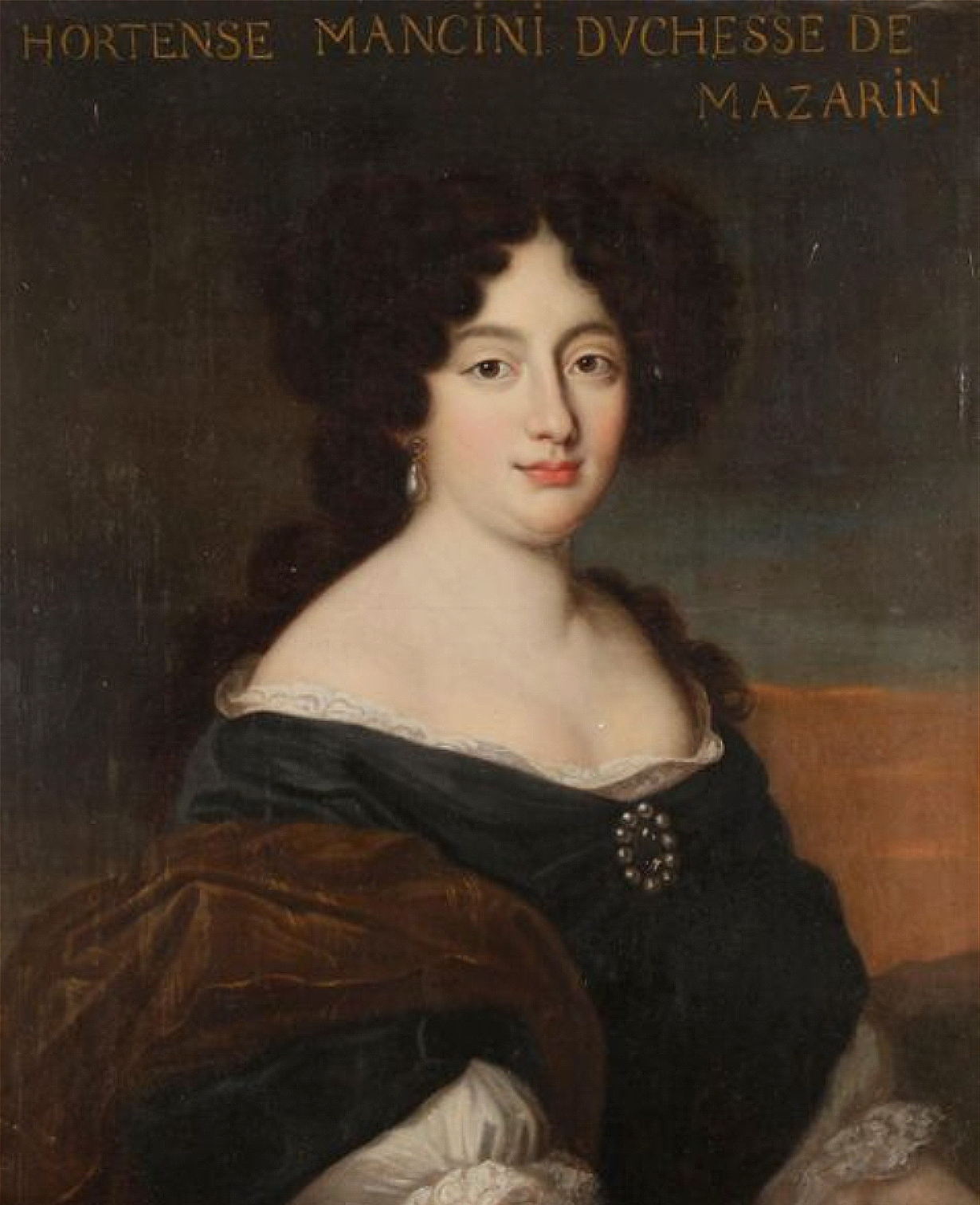
Portrait d'Hortense Mancini attribué à Carlo Maratta.

En 1649, Françon épouse à Beaumes Esprit de Rafélis  (vers 1630-1686), seigneur de Rus ou Ruth, lieu-dit de la commune actuelle de Lagarde-Paréol. On commence alors à l'appeler Françoise. Esprit de Rafélis est un militaire, qui sert dans l'armée de Turenne puis pendant la Fronde. Il est lieutenant d'artillerie à Bourg-en-Bresse. Second consul de Carpentras, il est gouverneur de Buis-les-Baronnies puis capitaine de vaisseau.
Esprit de Rafélis et Françoise de La Bédosse ont deux fils :
- Joseph-Horace, né en 1650[Bé 2], seigneur de Saint-Sauveur et du Villard (hameau situé sur le territoire de la commune actuelle de Saint-Sauveur-Gouvernet), capitaine des gardes du duc de Mazarin[De 1] ;
- Pierre-Dominique, né en 1652[Bé 2], capitaine de galère royale, chevalier de Saint-Maurice et Saint-Lazare[De 1].

Ensuite, il semble qu'ils vivent séparés. Françoise de Soissan, qu'on appelle désormais la dame de Rus, réussit, peut-être à l'occasion d'un voyage de la cour dans le Sud de la France en 1660, à entrer au service d'Armand-Charles de La Meilleraye, duc de Mazarin et de son épouse Hortense Mancini, nièce et héritière du cardinal Mazarin. Françoise gagne leur confiance et obtient du duc de Mazarin une pension de 1 600 livres. Il l'envoie en Angleterre tenter de convaincre sa femme de revenir en France, dont elle s'est enfuie à cause des manifestations de jalousie de son mari.

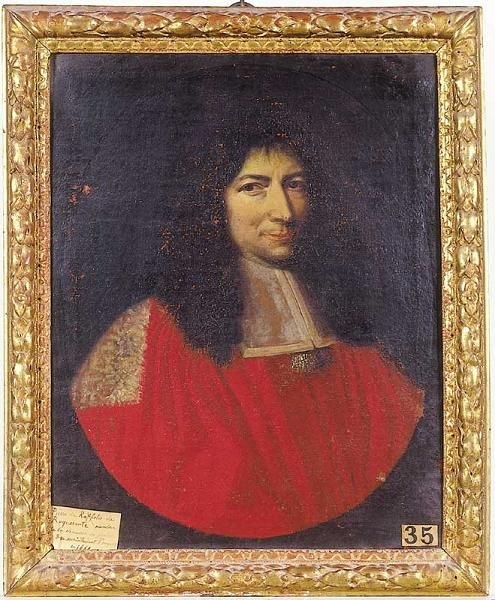
Pierre de Roquesante.

La dame de Rus est également mêlée aux péripéties du procès du surintendant des finances Nicolas Fouquet. Un des juges de ce procès est un cousin d'Esprit de Rafélis, Pierre de Roquesante. Comme Olivier Lefèvre d'Ormesson, il désobéit à Louis XIV en votant le banissement au lieu de la mort en décembre 1664, ce qui plaît à une partie de l'opinion publique. Or, Françoise de Soissan habite chez Roquesante. Pour atteindre ce dernier, le gouvernement ordonne l'exil en Provence de la dame de Rus, au motif qu'elle noue des intrigues. Devant le mécontentement manifesté par Roquesante, Françoise est autorisée à revenir à Paris, mais ensuite elle tente de monnayer l'influence de Roquesante pour sauver des financiers inquiétés par la chambre de justice. Sur ordre du roi, Roquesante est finalement exilé à Quimper, ce qui est imputé aux intrigues de la dame de Rus,.

### Du comte de Suze à la famille Arnoul
Françoise de Soissan noue également des relations avec l'évêque de Viviers, Louis-François de La Baume de Suze, et avec les neveux de celui-ci, dont Louis-François comte de Suze. Les liens entre le comte de Suze et la dame de Rus sont étroits, probablement une relation adultère, et elle obtient de lui en 1670 un ensemble de terres à la campagne, au détriment de l'épouse légitime et malgré l'intervention de l'évêque de Viviers pour soutenir cette dernière. Pour expliquer cette influence de Françoise sur son amant naît l'idée que celle-ci use de sorcellerie.
Françoise de Soissan entre ensuite dans la famille Arnoul. Elle rencontre en 1673 à Digne Nicolas Arnoul, intendant de marine, et sa femme Geneviève Saulger et sympathise avec eux. Il semble qu'elle ait réussi à ce que le comte de Suze leur fasse donation de tous ses biens. Leur fils, Pierre Arnoul, ne renoncera à cette donation qu'en 1680.

### L'emprise sur la famille Arnoul

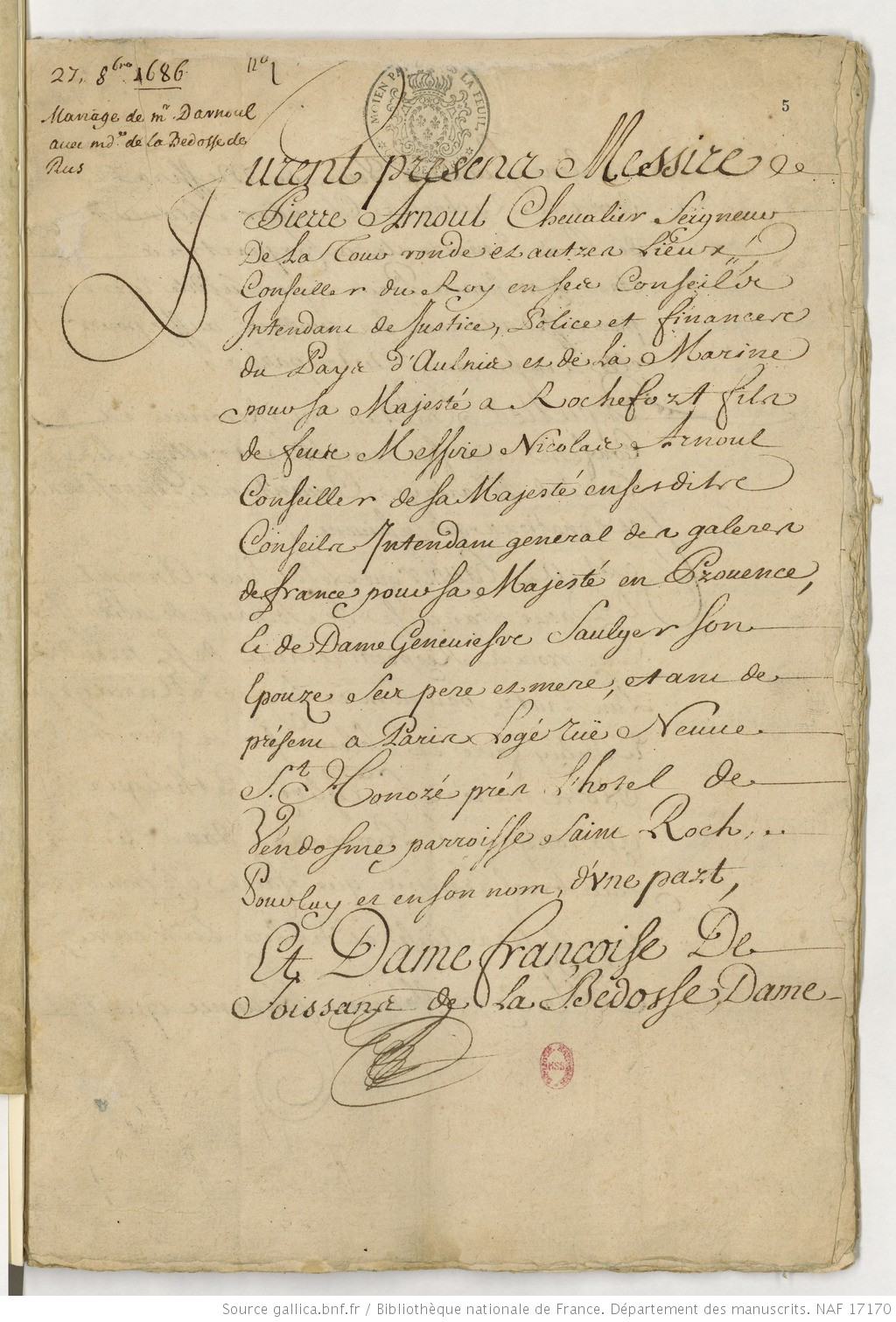
Contrat de mariage de Pierre Arnoul et Françoise de Soissan de La Bédosse, 27 octobre 1686.

Nicolas Arnoul est frappé par une hémorragie cérébrale en 1674. La dame de Rus vient alors seconder Geneviève Saulger pour s'occuper du malade, paralysé, et parvient rapidement à diriger la maison des Arnoul.
Nicolas Arnoul meurt le 18 octobre 1674, et Pierre Arnoul et sa mère confient la direction des affaires familiales à Françoise de Soissan. Cette dernière n'oublie pas de s'enrichir personnellement. Comme la veuve Arnoul, quinquagénaire, semble développer un certain goût pour les hommes plus jeunes qu'elle, Françoise la convainc en 1676 de se remarier avec son fils aîné, Joseph-Horace, âgé de vingt-six ans. Quatre ans plus tard, en 1680, c'est à la fille de Genevière Saulger et Nicolas Arnoul, Geneviève Arnoul, que Françoise marie son second fils, Pierre-Dominique. Quand elle devient elle-même veuve en 1686, Françoise épouse le fils de Genevière Saulger et Nicolas Arnoul et frère de Geneviève Arnoul, l'intendant de marine Pierre Arnoul. Elle a cinquante-cinq ans et le marié trente-cinq. Ces mariages ont lieu malgré les mises en garde du ministre Seignelay, supérieur de Pierre Arnoul.
Par ces trois mariages, Françoise est la belle-fille de son fils aîné et la belle-sœur de son fils cadet. Son fils aîné, Joseph-Horace de Rafélis, est le beau-père de sa propre mère et de son beau-père. Le fils cadet de Françoise, Pierre-Dominique de Rafélis, est le beau-frère de sa propre mère, le beau-fils de son frère et le gendre de sa belle-sœur. Geneviève Saulger meurt en 1683 et son jeune veuf se remarie ensuite avec Catherine des Isnard.
Françoise de Soissan meurt le 2 mai 1699, après une agonie de deux semaines. Par testament, elle confie à des religieux capucins des missions à Rochegude, Saint-Sauveur et Beaumes. Dans la seigneurie de Ruth (à Lagarde-Paréol, près d'Orange), qu'elle a héritée de son premier mari, elle fonde avec Pierre Arnoul une institution à la fois pieuse et charitable : ils financent l'installation de « solitaires », autrement dit d'ermites, qui accueillent des enfants qu'ils forment au travail manuel.
C'est Pierre Arnoul lui-même, qui, après la mort de sa femme, décrit, dans un mémoire composé pour un procès contre sa sœur Geneviève, cette emprise exercée par Françoise de Soissan sur toute la famille. Il va même jusqu'à évoquer l'influence du diable. Mais il fait aussi état des qualités d'excellente gestionnaire de la dame de Rus, et reconnaît en avoir bénéficié.

### La dame de Rus, la marquise de Maintenon et le maréchal-ferrant
Le refus de Roquesante de condamner à mort Fouquet a fait naître l'hypothèse de l'appartenance de la dame de Rus à l'entourage du surintendant des finances, entourage dans lequel elle aurait fait la connaissance de Françoise d'Aubigné, future Madame de Maintenon. Cette hypothèse n'est pas prouvée. En 1749, un Supplément au Dictionnaire historique de Louis Moréri évoque un maréchal-ferrant nommé François Michel qui a obtenu une audience de Louis XIV pour lui délivrer un message, conformément à un ordre que lui aurait donné un fantôme. L'article est repris dans l'édition refondue du Dictionnaire de 1759. L'entrevue entre le maréchal-ferrant et le roi, aussi surprenante soit-elle, a réellement eu lieu. L'auteur de la notice du dictionnaire, l'oratorien Joseph Bourgerel, y voit une possible machination :

« […] et ce qu'on a conjecturé de plus vraisemblable, c'est que madame de Rus, dame des plus intrigantes, fit jouer cette comédie pour faire déclarer le mariage de madame de Maintenon et du roi. »

À la fin du XVIIIe siècle, Jean-Baptiste Rolland, capucin sous le nom de père Calixte, soutient que cette hypothèse est une certitude. François Michel aurait été le jouet de madame de Rus, qui se serait servi de lui pour inciter Louis XIV à officialiser son mariage avec Madame de Maintenon. Mais l'auteur n'apporte comme preuve qu'un ouï-dire. Alexandre Dumas, dans son Louis XIV et son siècle (1844) reprend ces personnages, le maréchal-ferrant, la marquise de Maintenon et la dame de Rus, qu'il nomme Armond à la place d'Arnoul, et la même intrigue. Il s'inspire très nettement des Mémoires de Saint-Simon.
En fait, même si Paul de Faucher, à la fin du XIXe siècle, présente le rôle de Françoise de Soissan dans cette affaire comme certain, rien n'indique une quelconque relation entre la dame de Rus et Madame de Maintenon, selon Lucien Bély.

## Sorcière, aventurière ou femme d'affaires?
Pour expliquer l'emprise de Françoise de Soissan, certains de ses contemporains avancent l'idée qu'elle use de sorcellerie. Le 17 janvier 1680, la marquise de Sévigné écrit à sa fille :

« Je m’en vais vous dire une chose plaisante, dont Corbinelli est témoin ; je lui dis lundi matin que j’avois songé toute la nuit d’une Mme de Rus ; que je ne comprenois pas d’où me revenoit cette idée, et que je voulois vous demander des nouvelles de cette sorcière. Là-dessus je reçois votre lettre, et justement vous m’en parlez, comme si vous m’aviez entendue ; ce hasard m’a paru plaisant : me voilà donc instruite de ce que je voulois vous demander ; c’est une étrange histoire que de voir un homme assez amoureux de cette créature pour en perdre sa fortune ; je ne puis vous rien mander de si extraordinaire ; mais c’est ainsi qu’elle se fait aimer. »

— Marie de Rabutin-Chantal, marquise de Sévigné, Lettres de Madame de Sévigné, de sa famille et de ses amis, 772
Pierre Arnoul lui-même, après la mort de sa femme, l'accuse d'avoir utilisé des procédés inspirés par le diable. Saint-Simon, dans ses Mémoires, ne ménage pas Françoise de Soissan tout en rendant hommage à son habileté. Il reprend finalement la rumeur de sorcellerie :

« Il y avoit à Marseille une Mme Arnoul, dont la vie est un roman, et qui, laide comme le péché, et vieille, pauvre, et veuve, a fait les plus grandes passions, a gouverné les plus considérables des lieux où elle s’est trouvée, se fit épouser par ce M. Arnoul, intendant de marine à Marseille, avec les circonstances les plus singulières, et, à force d’esprit et de manège, se fit aimer et redouter partout où elle vécut, au point que la plupart la croyoient sorcière. »

— Louis de Rouvroy, duc de Saint-Simon, Mémoires, tome 2, 18
Saint-Simon a peut-être lu les Lettres historiques et galantes de la journaliste Anne-Marguerite Petit du Noyer, qui évoque Françoise de Soissan, qu'elle qualifie d'« enchanteresse ». Madame Dunoyer affirme que la dame de Rus a rédigé les Mémoires d'Hortense Mancini, parfois attribués à Saint-Réal. Elle souligne qu'il est exceptionnel « d'avoir su se faire aimer avec tant de passion et tant de constance dans un âge où l'on ne devrait causer que du dégoût ». Et elle fournit une explication toute simple :

« Les uns la croient sorcière, les autres sainte, et moi je crois qu'elle n'est ni l'un ni l'autre, simplement une femme habile et adroite qui a été aidée par la fortune. »

À la fin du XIXe siècle et dans la première moitié du XXe siècle, Françoise de Soissan est vue comme une aventurière habile et sans scrupule. Paul de Faucher souligne sa ruse et son esprit inventif. Louis Delavaud la présente comme une intrigante qui profite de la grande crédulité et de l'entêtement de la famille Arnoul, sans nier son pouvoir de séduction et sa volonté. Pour Gaston Rambert, elle est rusée et cupide, mais sait convaincre sans drame. Selon Paul-Marie Bondois, la famille Arnoul est une proie pour la dame de Rus, qui accapare ses richesses.
En 2021, l'historien Lucien Bély voit en Françoise de Soissan une femme d'affaires ambitieuse et capable. Elle sait obtenir la confiance des autres, s'essaye au trafic d'influence et parvient à mettre sous sa coupe toute une famille. Elle prête de l'argent, intervient dans plus de trois cents actes notariés et se montre particulièrement habile à user de procédures judiciaires pour augmenter sa fortune. Elle gère les affaires de son second mari, qui la laisse faire parce qu'il est accaparé par ses fonctions d'intendant de marine. Elle est une excellente gestionnaire et s'emploie à acheter des seigneuries comme Saint-Sauveur et Rochegude.

### Sources datant de l'Ancien Régime
- Marie de Rabutin-Chantal, Lettres de Madame de Sévigné, de sa famille et de ses amis, vol. 6 (lire en ligne).
- Louis de Rouvroy, duc de Saint-Simon, Mémoires de Saint-Simon, vol. 2 (lire en ligne).
- Louis Moréri, Le grand dictionnaire historique ou Le mélange curieux de l'histoire sacrée et profane. Tome septième, M-N / par Mr Louis Moréri,... ; [avec les suppl. de M. l'abbé Goujet] ; [le tout rev., corr. et augm. par M. Drouet], 1759 (lire en ligne), p. 535-536.
- Anne-Marguerite Petit du Noyer, Lettres Historiques et Galantes, Cologne, Pierre Marteau, 1707 (lire en ligne).

### Études
- Lucien Bély, Louis XIV, le fantôme et le maréchal-ferrant, Paris, Presses universitaires de France, 2021, 675 p. (ISBN 978-2-13-082747-4, présentation en ligne, lire en ligne).
- Louis Delavaud, « Les établissements religieux et hospitaliers à Rochefort 1683-1715 », Archives historiques de la Saintonge et de l'Aunis, Paris-Saintes, vol. 43,‎ 1912, p. 1-113 (lire en ligne).
- Gaston Rambert, « Une aventurière à Marseille et à Toulon au XVIIe siècle. La dame de Rus », Provincia. Bulletin de la société de statistiques de Marseille, vol. 5,‎ 1925, p. 10-29, 159-169 (lire en ligne).
- Jean-Pierre Tennevin, François Michel de Salon-de-Provence. Le maréchal-ferrant reçu par Louis XIV, Raphèle-lès-Arles, Marcel Petit, 1990, 214 p. (lire en ligne).